# ラヴドライヴ
ラヴドライヴ（LOVEDRIVE）は、ドイツのヘヴィメタルバンドスコーピオンズの6枚目のスタジオアルバム。1979年にリリース。

## 概要
『蠍団爆発!! スコーピオンズ・ライヴ』を最後に脱退したウリ・ジョン・ロートの後任として、本作からマティアス・ヤプスが加入。当時、UFOを脱退していたルドルフの実弟マイケル・シェンカーも「Another Peace Of Meat」など3曲にゲスト参加しており、本作のツアーにもゲストとして出演した。アルバムジャケットは、デザイナー集団「ヒプノシス」が担当している。
なお、彼らの作品で全英・全米のチャートにランクインしたのはこの作品が初である。
2015年11月18日には、バンドのデビュー50周年を記念し、アルバムの新規リマスター音源や未発表デモ音源を収録したCDと1979年に新宿厚生年金会館で行われた『ライヴ・イン・ジャパン1979』の模様を収録したDVDがセットになった『ラヴドライヴ（50thアニバーサリー・デラックス・エディション）』（品番: SICX-30013/4）が発売された。

## 収録曲
1. 日曜の愛劇 - Loving You Sunday Morning (5:36)
  - 作詞：クラウス・マイネ、ハーマン・ラレベル / 作曲：ルドルフ・シェンカー
2. アナザー・ピース・オブ・ミート - Another Piece Of Meat (3:30)
  - 作詞：ハーマン・ラレベル / 作曲：ハーマン・ラレベル、ルドルフ・シェンカー
3. 果てしなきロード - Always Somewhere (4:56)
  - 作詞：クラウス・マイネ / 作曲：ルドルフ・シェンカー
4. コースト・トゥ・コースト - Coast To Coast (4:42)
  - 作曲：ルドルフ・シェンカー
5. キャント・ゲット・イナフ - Can't Get Enough (2:36)
  - 作詞：クラウス・マイネ / 作曲：ルドルフ・シェンカー
6. 瞑想のレゲエ - Is There Anybody There? (3:58)
  - 作詞：クラウス・マイネ、ハーマン・ラレベル / 作曲：ルドルフ・シェンカー
7. ラヴドライヴ - Lovedrive (4:49)
  - 作詞：クラウス・マイネ / 作曲：ルドルフ・シェンカー
8. 免罪の日 - Holiday (6:32)
  - 作詞：クラウス・マイネ / 作曲：ルドルフ・シェンカー

2015年リマスター盤ボーナス・トラック
1. コーズ・アイ・ラヴ・ユー (デモ) - 'Cause I Love You (Demo Version)
  - 作詞：クラウス・マイネ / 作曲：ルドルフ・シェンカー
2. 免罪の日 (デモ) - Holiday (Demo Version)

## パーソネル
ミュージシャン
- クラウス・マイネ – リード・ボーカル
- マティアス・ヤプス – リード・ギター、バッキング・ボーカル
- ルドルフ・シェンカー – リズム・ギター、バッキング・ボーカル
- フランス・ブッフホルツ – ベース、バッキング・ボーカル
- ハーマン・ラレベル – ドラムス、バッキング・ボーカル
- マイケル・シェンカー – リード・ギター、バッキング・ボーカル

スタッフ
- ディーター・ダークス - プロデューサー、エンジニア、ミキサー
- スティーブ・ファローン - マスタリング